# Тејтум (Јужна Каролина)
Тејтум (енгл. Tatum) град је у америчкој савезној држави Јужна Каролина.

## Демографија
По попису из 2010. године број становника је 75, што је 6 (8,7%) становника више него 2000. године.
| Група             | 2000.      | 2010.      |
| Белци             | 52 (75,4%) | 54 (72,0%) |
| Афроамериканци    | 11 (15,9%) | 13 (17,3%) |
| Азијати           | 0 (0,0%)   | 0 (0,0%)   |
| Хиспаноамериканци | 3 (4,3%)   | 1 (1,3%)   |
| Укупно            | 69         | 75         |